# Deutsche Mondmission
Eine deutsche Mondmission ist eine Raumfahrtmission zum Mond, bei der Entwicklung, Produktion und Betrieb in deutscher Hand liegen.

## Mondorbiter LEO
Das Deutsche Zentrum für Luft- und Raumfahrt (DLR) erarbeitete unter dem Namen Lunar Exploration Orbiter (LEO) ein Konzept für eine deutsche Mondmission, das im Februar 2007 einigen deutschen Parlamentariern und im August 2007 auf dem European Planetary Science Congress vorgestellt wurde.
Die Mission sollte aus zwei Mondorbitern bestehen, die im Laufe von vier Jahren den Mond vollständig kartieren und dabei auch das Magnet- und Gravitationsfeld des Mondes erfassen sollten. Alle Untersuchungen sollten in drei Dimensionen durchgeführt werden.
Die Kosten wurden auf 300 bis 400 Millionen Euro geschätzt, verteilt auf etwa fünf Jahre. Im Juli 2008 wurde das Projekt jedoch eingestellt. Zwar wurde im Bundeshaushalt das Raumfahrtbudget prinzipiell angehoben, für LEO wurden jedoch keine Mittel bereitgestellt.

## Unbemannte Mondlandung
Im Juni 2009 vergab das DLR eine Machbarkeitsstudie im Volumen von 1 Million Euro. Untersuchungsgegenstand war dabei nicht mehr ein Mondsatellit, sondern eine unbemannte weiche Landung auf der Mondoberfläche. Der Auftragnehmer EADS Astrium sollte ermitteln, welche Anforderungen an ein Landefahrzeug gestellt werden müssen, und welche Technologien hierzu notwendig sind. Die Ergebnisse der Studie wurden nicht veröffentlicht.

## Mission to the Moon
Das Berliner Unternehmen PTScientists (vormals Part Time Scientist) plant seit 2008 die Mission to the Moon mit einer unbemannten Landung und einer Roverfahrt auf der Mondoberfläche. Ursprünglich sollte diese im Rahmen des Wettbewerbs Google Lunar X-Prize stattfinden. Mangels Finanzierung verschob sich der geplante Startzeitpunkt immer weiter in die Zukunft. Im Juli 2019 meldete das Unternehmen Insolvenz an.
Für die noch fernere Zukunft plant oder plante PTScientists weitere Mondflüge mit demselben Landegerät, die mit Ariane 6 und mit Unterstützung der ESA erfolgen sollen.